# Michael Gothard
Michael Alan Gothard (London, 1939. június 24. – London, 1992. december 2.) angol színész. Az 1960-as évek második felében kezdett filmezni. Mély, erőteljes hangja éppúgy egyik jellemzőjének számított, mint korai filmjeiben a hosszú haj, ami hippi-külsőt kölcsönzött neki. Jelentős rendezőkkel dolgozott együtt – mint például Ken Russell vagy Richard Lester –, több sikeres filmben is szerepelt, de nem sikerült igazi főszerepet kapnia. Nőtlen volt. Valószínűleg a tartós magány és pályájának hullámvölgyei okozták, hogy életét végigkísérte a depresszió. 1992-ben öngyilkosságot követett el: otthonában felakasztotta magát.

## Pályafutása

### A kezdetek
Michael Gothard Londonban született és nevelkedett. 17 éves korában abbahagyta az iskolát anélkül, hogy tudta volna, mivel foglalkozzon tanulás helyett. Beutazta Európát, éttermekben tányérokat mosogatott, takarítási munkákat vállalt, építkezéseken dolgozott segédmunkásként. Egy évet töltött Párizsban: a Latinnegyedben (Quartier Latin) található Boulevard St. Michelen lakott. Ruhákat bemutató modellként dolgozott, de nem szerette ezt a munkát. 21 évesen úgy döntött, hogy inkább színész lesz, és visszatért Angliába. Színi tanulmányok helyett azonban díszletmunkásként helyezkedett el a londoni New Arts Theatre-nél. Ekkoriban egyik barátja egy amatőrfilmet készült forgatni. Michael elment a meghallgatásra, és a színészekkel készített próbafelvételek láttán viccesen megjegyezte, hogy ő ezt jobban tudná csinálni. Rögtön fel is olvasott egy részt a szövegkönyvből. Valószínűleg ő lepődött meg a legjobban, hogy megkapta a főszerepet. Többen is biztatták, hogy érdemes lenne komolyabban foglalkoznia a színészettel. Részt vett egy hivatásos színész kurzusán, ám mivel közben meg is kellett élnie valamiből, megtartotta a nappali állását, és esténként, illetve hétvégenként járt a tanfolyamra. A televízióban kapta első munkáját az Out of the Unknown című sci-fi sorozat egyik epizódjában, mely E. M. Forster egyik írása alapján készült. A következő évben, 1967-ben mozifilmben játszott, méghozzá főszerepet. Don Levy Herostratus című filmjében Michael játszotta Maxet, a fiatal költőt, aki elhatározza, hogy nyilvános öngyilkosságot fog elkövetni: felakasztja magát. Az egyik szerepet az akkor még kezdőnek számító Helen Mirren alakította. Gothard jó kritikákat kapott, ennek ellenére nem tolongtak nála újabb szerepajánlatokkal, pláne nem főszerepre. Id. Alexandre Dumas Húsz év múlva című regénye alapján készült a The Further Adventures of the Three Musketeers (1967) című tévésorozat, amely a legendás négy testőr, D’Artagnan, Athos, Porthos és Aramis időskori kalandjait dolgozta fel. Ebben a szériában Michael játszotta a Milady fiát, Mordauntot, aki bosszút akar állni a testőrökön anyja kivégzéséért.

### A folytatás
A kezdeti nehézségek még nem törték le Michaelt, inkább arra sarkallták, hogy tudatosabban foglalkozzon a színészettel. Pályáján a Scream and Scream Again (1970) című horrorfilm hozott fordulatot. Egy félig ember, félig gép vérszívót játszott a műfaj olyan sztárjainak partnereként, mint Vincent Price, Christopher Lee és Peter Cushing. Ez az alakítása annyira meggyőző volt, hogy innentől kezdve gyakran kérték fel „furcsa figurák” megformálására. Curtis Harrington Whoever Slew Auntie Roo? (1971) című horrorjában Albie-t, az ijesztő inast alakította. Sajnos nem jött ki jól a rendezővel, Harrington később ezt nyilatkozta róla: „A legneurotikusabb ember volt, akivel valaha együtt dolgoztam. Egyáltalán nem kedveltem.” Gothard partnerei: Shelley Winters, Mark Lester és Ralph Richardson. Ken Russell a bigott és fanatikus, ördögűző Barre atya szerepét bízta rá az Ördögök (1971) című nagy visszhangot kiváltott történelmi drámájában, melyben Oliver Reed és Vanessa Redgrave játszották a főszerepeket. Barbet Schroeder La Vallée (1972) című drámájában Michael egy másik arcát mutatta a közönségnek: Olivier-t alakította, a szabad gondolkodású szerelőmunkást, aki az istenek völgyét keresi a társadalomba hozzá hasonló módon beilleszkedni képtelen sorstársaival együtt. Az Arthur of the Britons (1972) című tévésorozat tovább növelte Gothard népszerűségét. Ennek köszönhetően figyelt fel rá Richard Lester, és kisebb szerepet ajánlott számára a világsztárok főszereplésével készült kétrészes Dumas-adaptációjában. A három testőr, avagy a királyné gyémántjai (1973) és A négy testőr, avagy a Milady bosszúja (1974) című filmekben Gothard egy történelmi személyt, John Feltont alakította. A férfi volt I. Károly angol király miniszterelnökének, Buckingham hercegnek az inasa. Dumas népszerű regénye (és Lester filmjei) szerint Feltont behálózta Richelieu bíboros kémnője, a szépséges Milady de Winter (a filmben: Faye Dunaway), aki rávette a vakbuzgó puritánt, hogy ölje meg a francia király ellen lázadó város, La Rochelle megsegítésére készülő herceget. Gothard úgy gondolta, az Ördögökben nyújtott alakításának köszönhetően kapta meg Felton szerepét, mivel Barre és Felton jelleme között számos hasonlóság volt. Az Arthur of the Britons időközben annyira sikeres lett, hogy 1975-ben egy mozifilmet is forgattak a szereplőkkel King Arthur, the Young Warlord címmel. (Arthur szerepét Oliver Tobias játszotta.) Michael pályafutásának csúcspontját az egyik legjobb James Bond-film, a Szigorúan bizalmas (1981) jelentette, amelyben a veszedelmes bérgyilkost, Emile Leopold Locque-t játszotta. Érdekesség, hogy a szerepének egyetlen szöveges jelenete sem volt.

### Tartós hullámvölgy
Hiába volt siker a Bond-film, a színész a következő években csak tévés produkciókban kapott munkát: különböző szériák egy-egy epizódjában bukkant fel. A mozikba való visszatérést a jeles horrorrendező, Tobe Hooper Életerő (1985) című filmje jelentette. A rendező eredetileg az egyik főszerepet szánta Michaelnek, ám amikor találkozott egy másik brit színésszel, Peter Firthszel, meggondolta magát, és Gothardnak már csak egy kisebb szerepet adott. A 25 millió dolláros költségvetésből készült horror csúfosan megbukott, és Gothard teljesen háttérbe szorult a szakmájában. Elvétve kapott aprócska szerepeket kevésbé jelentős filmekben. A Szigorúan bizalmas rendezője, John Glen is csak egy kicsiny szerepet bízott rá a Kolumbusz, a felfedező (1992) című történelmi kalandfilmjében, amely Amerika felfedezésének 500. évfordulójára készült Marlon Brando, Tom Selleck és Georges Corraface főszereplésével, versenyben Ridley Scott 1492 – A Paradicsom meghódítása (1992) című alkotásával. (Glen filmje került előbb a mozikba, de éppúgy nem lett igazán sikeres, ahogyan később Scotté sem.) Gothard karrierje a tévében indult, és ott is ért véget: a Frankenstein (1992) televíziós változatában láthatta utoljára a közönség. Élete utolsó időszakában elhatalmasodó depressziója miatt állandó kezelést kapott, ám a betegségen nem sikerült felülkerekednie.

## Filmjei
- 1992: Frankenstein (tévéfilm)
- 1992: Kolumbusz, a felfedező (Christopher Columbus: The Discovery)
- 1989: The Serpent of Death
- 1989: Egy ember képmása (Gioco al massacro)
- 1988: Hasfelmetsző Jack (Jack the Ripper) (tévéfilm) (nem szerepel a stáblistán)
- 1988: Yellow Pages
- 1988: Destroying Angel
- 1986: Hammer House of Mystery and Suspense (tévésorozat, a The Sweet Scent of Death című epizódban)
- 1985: Minder (tévésorozat, a From Fulham with Love című epizódban)
- 1985: Életerő (Lifeforce)
- 1985: Lytton’s Diary (tévésorozat, a Daddy’s Girls című epizódban)
- 1984: Scarecrow and Mrs. King (tévésorozat, az Our Man in Tegernsee című epizódban)
- 1982: Ivanhoe (tévéfilm)
- 1981: Szigorúan bizalmas (For Your Eyes Only)
- 1980: Shoestring (tévésorozat, a The Mayfly Dance című epizódban)
- 1980: Két város története (A Tale of Two Cities) (tévésorozat)
- 1979: The Professionals (tévésorozat, a Stopover című epizódban)
- 1978: Atlantiszi hadurak (Warlords of Atlantis)
- 1978: Warrior Queen (tévésorozat)
- 1975: King Arthur, the Young Warlord
- 1974: A négy testőr, avagy a Milady bosszúja (The Four Musketeers)
- 1973: A három testőr, avagy a királyné gyémántjai (The Three Musketeers)
- 1972: Arthur of the Britons (tévésorozat))
- 1972: La Vallée
- 1971: Ördögök (The Devils)
- 1971: Whoever Slew Auntie Roo?
- 1970: Az utolsó völgy (The Last Valley)
- 1970: Menace (tévésorozat, a Nine Bean Rows című epizódban)
- 1970: Paul Temple (tévésorozat, a Games People Play című epizódban)
- 1970: Szellemes nyomozó (Randall and Hopkirk – Deceased) (tévésorozat, a When the Spirit Moves You című epizódban)
- 1970: Scream and Scream Again
- 1969: Department S (tévésorozat, a Les Fleurs du Mal című epizódban)
- 1969: Fraud Squad (tévésorozat, a Run for Your Money című epizódban)
- 1969: Kohlhaas Mihály (Michael Kohlhaas – Der Rebell)
- 1968: The Jazz Age (tévésorozat, a Nine Bean Rows című epizódban)
- 1968: Up the Junction
- 1967: The Further Adventures of the Three Musketeers (tévésorozat)
- 1967: Herostratus
- 1966: Out of the Unknown (tévésorozat, a The Machine Stops című epizódban)

## Külső hivatkozások
- Michael Gothard a PORT.hu-n (magyarul)
- Michael Gothard az Internetes Szinkronadatbázisban (magyarul)
- Michael Gothard az Internet Movie Database-ben (angolul)
- Michael Gothard a Rotten Tomatoeson (angolul)
- Angol nyelvű rajongói oldal